# Montilly-sur-Noireau
Montilly-sur-Noireau ist eine französische Gemeinde mit 719 Einwohnern (Stand 1. Januar 2022) im Département Orne in der Region Normandie (vor 2016 Basse-Normandie). Die Gemeinde gehört zum Arrondissement Argentan und zum Kanton Flers-2 (bis 2015 Flers-Nord). Die Einwohner werden Montillais genannt.

## Geografie
Montilly-sur-Noireau liegt etwa 43 Kilometer südsüdwestlich von Caen. Umgeben wird Montilly-sur-Noireau von den Nachbargemeinden Condé-sur-Noireau im Norden, Saint-Pierre-du-Regard im Osten und Nordosten, Athis-de-l’Orne im Osten, Aubusson und Saint-Georges-des-Groseillers im Süden sowie Caligny im Westen und Südwesten.

## Bevölkerungsentwicklung
| Jahr                      | 1962 | 1968 | 1975 | 1982 | 1990 | 1999 | 2006 | 2011 | 2016 |
| Einwohner                 | 700  | 603  | 620  | 697  | 720  | 763  | 768  | 743  | 726  |
| Quelle: Cassini und INSEE |      |      |      |      |      |      |      |      |      |

## Sehenswürdigkeiten
- Kirche Saint-Pierre aus dem 20. Jahrhundert

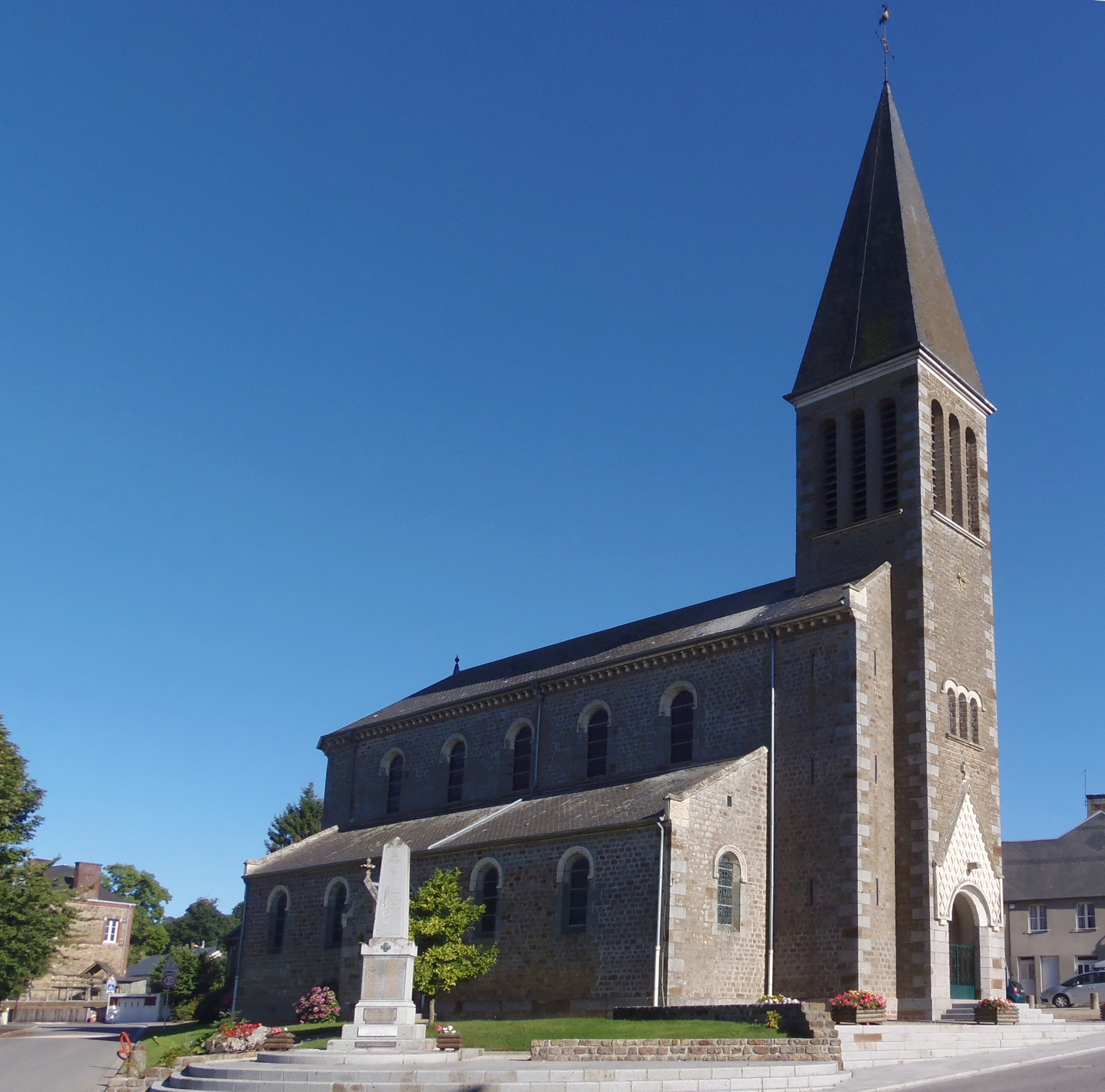
Kirche Saint-Pierre